# 393 a. C.
El año 393 a. C. fue un año del calendario romano prejuliano. En la República romana se conocía como el Año del Consulado de Poplícola y Cornelio (o menos frecuentemente, año 361 Ab urbe condita).

## Acontecimientos

### Grecia
- El general ateniense Conón y el sátrapa persa Farnabazo navegan a la Grecia continental, donde saquean la costa de Laconia y capturan la isla de Citera, donde dejan una guarnición y un gobernador ateniense.
- Farnabazo envía a Conón con fondos sustanciosos y una gran parte de la flota al Ática, donde se une en la reconstrucción de los Muros Largos de Atenas al Pireo, un proyecto que ha sido iniciado por Trasíbulo en el año anterior. La construcción se acaba pronto y Atenas rápidamente se aprovecha de sus muros y su flota para tomar las islas de Esciros, Imbros y Lemnos, en los que establece cleruquías (colonias de ciudadanos).
- La lucha estalla en Corinto entre los partidos democrático y oligárquico. Los demócratas, defendidos por Argos, lanzan un ataque sobre sus oponentes, y los oligarcas son expulsados de la ciudad. Estos exiliados recurren a los espartanos, con base esta vez en Sición en busca de apoyo, mientras los atenienses y los beocios apoyan a los demócratas.
- En un ataque nocturno, los espartanos y los exiliados consiguen tomar Lequeo, el puerto de Corinto en el golfo homónimo, y derrotan un ejército que viene del intercambio entre ellos el día siguiente.

### Macedonia
- Amintas III, un bisnieto de Alejandro I, se convierte en rey de Macedonia después de los desórdenes que habían plagado el país después de la muerte del poderoso rey Arquelao I en 399 a. C.

### Egipto
- A la muerte del rey Neferites I, dos facciones rivales luchan por el trono; una defiende a Muthis, hijo de Neferites I, y el otro apoya a Psamutis. Psamutis tiene éxito, pero solo consigue reinar como rey de Egipto durante parte del año.
- Acoris derroca a su predecesor, Psamutis, como rey de Egipto pretendiendo ser el nieto de Neferites I, fundador de la Dinastía XXXIX.

### Japón
- Termina el reinado del quinto emperador, Kōshō.

## Nacimientos
- Espeusipo, filósofo griego (aproximadamente).

## Fallecimientos
- Emperador Kōshō, quinto emperador de Japón, (n. 506 a. C.) a la edad de 113 años.

## Arte y literatura
- Se estrena una nueva comedia de Aristófanes, llamada Las asambleístas.

- Datos: Q229024